# Мельников, Олег Владимирович
Оле́г Влади́мирович Ме́льников (род. 1961) — советский, белорусский оперный певец (бас); Заслуженный артист Республики Беларусь (1999).

## Биография
Окончил Минский государственный музыкальный колледж имени М. И. Глинки, в 1992 году — Одесскую консерваторию им. А. В. Неждановой. В 1986—1993 годах — солист Одесского театра оперы и балета.
С 1993 года — солист Белорусского театра оперы и балета.
Член Президиума Международного союза музыкальных деятелей России, Член правления Белорусского Союза музыкальных деятелей, Председатель Белорусского Общества имени Ф. И. Шаляпина, постоянный член жюри Международного конкурса вокалистов им. М.Глинки в России.

## Творчество
С труппой театра гастролировал в Испании, Германии, Израиле, Швейцарии.
Концертирует в Белоруссии и за рубежом.
Осуществил постановки опер:
- «Евгений Онегин» П. И. Чайковского — Молодёжный оперный театр (Молодечно, 2009)
- «Пиковая дама» П. И. Чайковского — Сербская национальная опера (Нови-Сад, 2011).

### Оперные роли
- Мельник — «Русалка» А. С. Даргомыжского
- Кончак; Галицкий — «Князь Игорь» А. П. Бородина
- Борис Годунов — «Борис Годунов» М. П. Мусоргского
- Иван Хованский — «Хованщина» М. П. Мусоргского
- Гремин — «Евгений Онегин» П. И. Чайковского
- король Рене — «Иоланта» П. И. Чайковского
- Сальери — «Моцарт и Сальери» Н. А. Римского-Корсакова
- Алеко; Старый цыган — «Алеко» С. В. Рахманинова
- Старый каторжник — «Леди Макбет Мценского уезда» («Катерина Измайлова») Д. Д. Шостаковича
- Дворецкий — «Визит дамы» С. А. Кортеса
- Шипучин — «Юбилей» С. А. Кортеса
- Наёмник — «Седая легенда» Д. Б. Смольского
- Командор — «Дон Жуан» В. А. Моцарта
- Раймонд — «Лючия ди Ламмермур» Г. Доницетти
- Дон Базилио — «Севильский цирюльник» Дж. Россини
- Рамфис — «Аида» Дж. Верди
- Филлип II — «Дон Карлос» Дж. Верди
- Спарафучиле; Монтероне — «Риголетто» Дж. Верди
- Закария — «Набукко» Дж. Верди
- Бонза — «Мадам Баттерфляй» Дж. Пуччини
- Тимур — «Турандот» Дж. Пуччини

## Награды и признание
- лауреат десяти международных конкурсов
- Заслуженный артист Республики Беларусь (1999)
- специальная премия И. Архиповой и серебряная медаль (2003) — за великолепное воплощение образа Бориса Годунова в одноимённой опере М. Мусоргского и огромный вклад в просветительство в России
- Человек года в музыкальном искусстве (2003)